# Jonica Gym
La Ionica Gym s.s.d. a r.l., chiamata Jonica Gym, è una società sportiva di ginnastica italiana di Catania. Compete nei campionati di ginnastica artistica femminile di Serie A1 e nei campionati di ginnastica artistica maschile.  È l'unica squadra siciliana di ginnastica artistica a militare nel campionato di Serie A1.

## Storia
La squadra è stata fondata nel 2005 Angela Marchese e da Mario Francesco Lupo.
Ha ottenuto la promozione in Serie A2 nel 2020. A marzo 2021 ha vinto il Campionato Nazionale di Serie A2, venendo quindi promossa in Serie A1.

## Sede e impianto di allenamento
La Jonica Gym svolge la sua attività presso la palestra comunale "Plaia" di Catania.

## Sezione artistica femminile

### Rosa attuale
Al 2021 le ginnaste che gareggiano in Serie A per la Jonica Gym sono:
- Caterina Vitale (capitano)
- Sharon Anfuso
- Giulia Cavallaro
- Giulia Bruno

## Allenatori
- Angela Marchese
- Mario Francesco Lupo
- Erica Indelicato
- Valentina Giuffrida
- Lorenzo Barone

## Sponsor
- Unimed Catania (dal 2005)